# Pronomen universale
Als Pronomen universale bzw. Universalpronomen wird vereinzelt ein Pronomen bezeichnet, das indeklinabel ist, das heißt in einer einzigen Form für alle grammatischen Geschlechter, Fälle etc. eingesetzt werden kann.
Dies tritt manchmal bei Relativpronomen auf, Beispiele werden aus Kreolsprachen genannt oder aus dem Gemeintschechischen (einer umgangssprachlichen Form des Tschechischen) in Form des Wortes co (deutsch was). – Zur Abgrenzung ist jedoch zu beachten, dass nicht alle Wörter, die Relativsätze einleiten, Pronomen sind; beispielsweise ist in deutschen Relativsätzen das Wort wo in bestimmten Verwendungen ein (sowieso nicht flektierbares) Relativadverb, in anderen Verwendungen in süddeutschen Dialekten eine Konjunktion (siehe unter Relativpronomen #Abgrenzung zwischen Relativpronomen und Konjunktionen im Deutschen).
In Gelegenheitsprägungen (nicht als Fachterminus) wird als „universales Pronomen“ aber auch genusneutrales they im Englischen bezeichnet, oder unveränderliche Reflexivpronomina, und anderes.
Zu unterscheiden ist dieser Begriff des „universalen“ i. S. v. unveränderlichem Pronomen auch von dem Begriff „universal“ im Sinne „universelle Quantifikation“, d. h. Allquantor – da Wörter wie „alle“ als indefinite Pronomina eingeordnet werden. Der Gegenbegriff zu „universales Pronomen“ in diesem Sinn ist dann „existenzielles Pronomen“.